# 研究员
研究員是大學或類似研究機構的學術研究職位，通常面向學術人員或教職員工。研究員可以作為獨立的調查員，也可以在學術帶頭人的監督下工作。
與研究助理相比，研究員的職位通常要求有博士學位，或者有曾在工業及研究中心工作的經驗。有些科研人員會承接博士後的研究工作，或者負擔一定的教學職責。在不同的國家或學術機構裡，研究員的職位會有所不同。